# Oh My God ((G)I-dle)
Oh My God è un singolo del gruppo musicale sudcoreano (G)I-dle, secondo estratto del quarto EP I Trust, pubblicato il 6 aprile 2020 dalla Cube Entertainment per la promozione del disco.

## Composizione
Oh My God è stato rilasciato in lingua coreana e inglese. Secondo Miyeon, hanno incluso la versione inglese appositamente per i fan globali dell'ormai posticipato I-Land: Who Am I Tour, a causa del COVID-19. Il brano è stato scritto e coprodotto dal leader Soyeon, che ha composto le canzoni popolari del gruppo da Latata a Lion. È composto in chiave di Mi minore, con un tempo di 110 BPM, la canzone dura 3:15 minuti.
La canzone è stata concettualizzata attorno al tema della "fiducia in se stessi" quando si incontra la realtà e si provano sentimenti di rifiuto, confusione, riconoscimento e dignità. È una traccia hip hop urbana in cui spiccano le forti differenze di ritmo che corrispondono ai cambiamenti di atmosfera all'interno della canzone. Lo stato d'animo fantasy e la produzione audace sono guidati da un suono di pianoforte vintage e bassi potenti 808. La canzone è oscura, con testi che si rifanno ai contrasti - luce e oscurità, purezza e peccato - per comunicare l'idea che la vera divinità viene dalla conoscenza e dalla fiducia in se stessi.
La frase "Oh my god / she took me to the sky / Oh my god / she showed me all the stars" ha suscitato dubbi negli ascoltatori, su a chi è riferito "She" (lei). Soyeon ha risposto che le immagini e i testi rappresentano l'amore in molte forme e che lascerà all'ascoltatore la libertà di interpretarlo a modo suo.
La canzone è scritta in terza persona perché simboleggia il distacco di un sé presente migliorato dal suo sé passato poco brillante per dimostrare che ora sono una persona migliore.
— Soyeon talking about using 'She' in "Oh My God"»

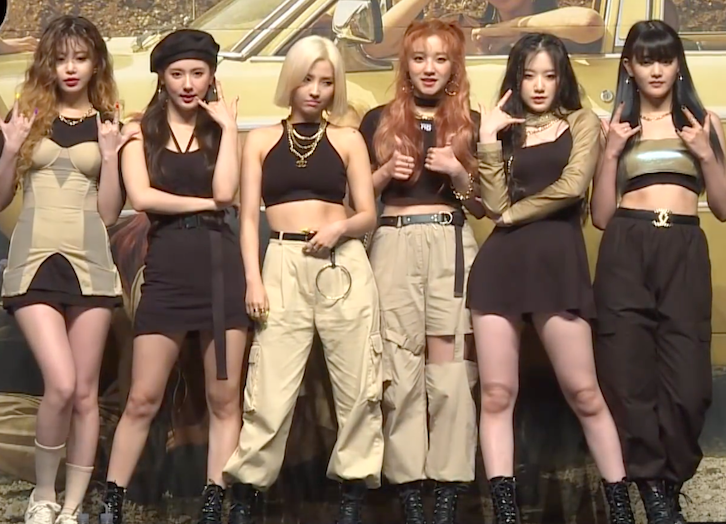
(G)I-DLE nel 2019

- Soyeon parla dell'uso di "She" in "Oh My God"»

## Promozioni
Le (G) I-dle avevano due versioni della coreografia, nero (diavolo) e bianco (angelo) da esibire negli spettacoli musicali. Il 9 aprile, il gruppo ha eseguito per la prima volta il singolo in M Countdown di Mnet eseguendo la versione nera, seguito dall'esibizioni da Music Bank di KBS per la versione bianca e successivamente al Show di MBC! Music Core, e SBS Inkigayo.

## Classifiche
| Classifica (2020) | Posizione massima |
| ----------------- | ----------------- |
| Corea del Sud     | 15                |
| Singapore         | 21                |

## Riconoscimenti

### Premi dei programmi musicali
- M Countdown
  - 16 aprile 2020[4]
- Music Bank
  - 17 aprile 2020[5]
- Show! Eum-ak jungsim
  - 18 aprile 2020[6]
- Inkigayo
  - 19 aprile 2020[7]